# فرشته (فیلم ۱۹۳۷)
فرشته (انگلیسی: Angel) فیلمی در ژانر کمدی-درام به کارگردانی ارنست لوبیچ است که در سال ۱۹۳۷ منتشر شد. از بازیگران آن می‌توان به مارلنه دیتریش، هربرت مارشال، ملوین داگلاس، ادوارد اورت هورتون و لورا هوپ کروس اشاره کرد.